# Drulingen
Drulingen ist eine französische Gemeinde mit 1417 Einwohnern (Stand 1. Januar 2021) im Département Bas-Rhin in der Region Grand Est (bis 2015 Elsass). Sie gehört zum Arrondissement Saverne und zum Kanton Ingwiller.

## Geografie
Die Gemeinde liegt im Krummen Elsass. Ihre Fläche ist 4,49 km² groß und wird von der Isch durchquert.

## Geschichte
Der Ort wurde erstmals 713 als Dructegisomarca erwähnt, dann Truhelinge (1195) und Druldingen (1322).
Von 1871 bis zum Ende des Ersten Weltkrieges gehörte Drulingen als Teil des Reichslandes Elsaß-Lothringen zum Deutschen Reich und war dem Kreis Zabern im Bezirk Unterelsaß zugeordnet.

### Bevölkerungsentwicklung
| Jahr      | 1910 | 1962 | 1968 | 1975 | 1982 | 1990 | 1999 | 2007 | 2017 |
| Einwohner | 649  | 875  | 980  | 1217 | 1480 | 1466 | 1468 | 1451 | 1460 |

### Wirtschaft
Die Firma SMI (Sotralentz Métal Industries), gegründet 1904, ist spezialisiert auf Schwerkesselbau und Produktion großer geschweißter und bearbeiteter mechanischer Elemente. 2022 beschäftigte sie zwischen 100 und 199 Mitarbeiter und erzielte einen Umsatz von ca. 20 Mio. €.

## Wappen
Wappenbeschreibung: In Schwarz ein silberbekrallter rotgezungter goldgeständerter und goldgeschnäbelter silberner Doppeladler mit einer goldenen Majuskel „D“ im roten Herzschild.

## Sehenswürdigkeiten
- Lutherische Kirche

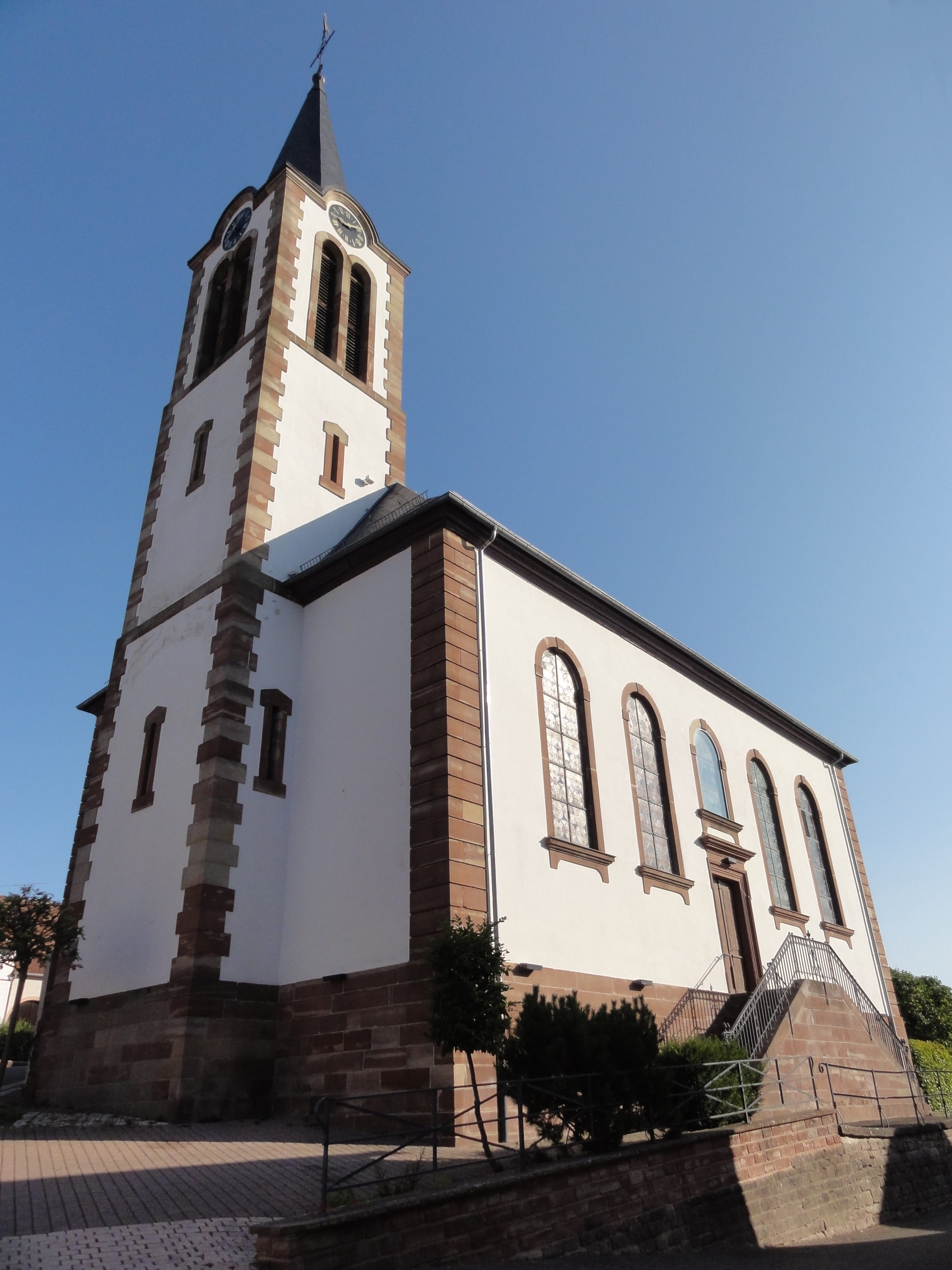
Lutherische Kirche Drulingen

- siehe auch: Liste der Monuments historiques in Drulingen

## Persönlichkeiten
- Jacques Wehrung (1835–1900), Notar in Drulingen und Mitglied des Landesausschusses des Reichslandes Elsaß-Lothringen
- Philipp Martzloff (1880–1962), deutscher Politiker (SPD)